# Onthophagus maruchanus
Onthophagus maruchanus é uma espécie de inseto do género Onthophagus da família Scarabaeidae da ordem Coleoptera.

## História
Foi descrita cientificamente pela primeira vez no ano de 2012 por Masumoto, Ochi & Sakchoowong.